# Uteriporidae
Uteriporidae là một họ giun dẹp.